# David Habarugira
David Habarugira est un footballeur burundais,  né le 16 août 1988 à Bujumbura. Il évolue actuellement au K Lierse SK comme défenseur.

## Carrière

### En Club
Habarugira grandit en Belgique, et commence sa carrière en 2002 avec les jeunes du club belge Anderlecht. Il commence sa carrière professionnelle en 2007 lorsqu'il était en prêt à l'Union St-Gilloise, et participant ainsi avec son équipe au Championnat de D2 Belge. Il joue son premier match le 22 septembre 2007 contre KV Courtrai. 
Habarugira signe avec D.C. United en Major League Soccer le 14 août 2009 après un essai concluant avec le club. Il fait quelques apparitions avec sa nouvelle équipe lors de la Ligue des champions de la CONCACAF, mais ne compte toujours pas de match de championnat à son actif.

### En Sélection
Il fait sa première apparition pour sa sélection le 1er juin 2008 lors du deuxième tour des éliminatoires de la coupe du monde 2010 contre les Seychelles.

## Vie privée
Le frère de David, Jean-Paul Habarugira, est également un footballeur professionnel qui joue pour, Atlético Olympic ainsi qu'en équipe nationale.